# 沙烏冰原島峰
69°33′S 71°12′W / 69.550°S 71.200°W
沙烏冰原島峰（英語：Shaw Nunatak）是南極洲的冰原島峰，位於亞歷山大一世島北部，海拔高度500米，由美國探險隊拍攝空中照片，以英國測量隊的測量員命名。